# 深江北
深江北（ふかえきた）は、大阪府大阪市東成区にある町名。現行行政地名は深江北一丁目から深江北三丁目。

## 地理
東成区の北東部に位置し、南に深江南、西に神路、北に城東区諏訪、東に東大阪市と接している。

## 世帯数と人口
2019年（平成31年）3月31日現在の世帯数と人口は以下の通りである。
| 丁目         | 世帯数    | 人口    |
| ------------ | --------- | ------- |
| 深江北一丁目 | 1,442世帯 | 2,712人 |
| 深江北二丁目 | 771世帯   | 1,325人 |
| 深江北三丁目 | 891世帯   | 1,375人 |
| 計           | 3,104世帯 | 5,412人 |

### 人口の変遷
国勢調査による人口の推移。
| 1995年（平成7年）  | 4,195人 | [ 5 ] |  |
| 2000年（平成12年） | 4,577人 | [ 6 ] |  |
| 2005年（平成17年） | 4,892人 | [ 7 ] |  |
| 2010年（平成22年） | 5,074人 | [ 8 ] |  |
| 2015年（平成27年） | 5,298人 | [ 9 ] |  |

### 世帯数の変遷
国勢調査による世帯数の推移。
| 1995年（平成7年）  | 1,930世帯 | [ 5 ] |  |
| 2000年（平成12年） | 2,261世帯 | [ 6 ] |  |
| 2005年（平成17年） | 2,473世帯 | [ 7 ] |  |
| 2010年（平成22年） | 2,734世帯 | [ 8 ] |  |
| 2015年（平成27年） | 2,775世帯 | [ 9 ] |  |

## 学区
市立小・中学校に通う場合、学区は以下の通りとなる。なお、小学校・中学校入学時に学校選択制度を導入しており、通学区域以外に東成区の小学校・中学校から選択することも可能。
| 丁目         | 番                                                     | 小学校             | 中学校             |
| ------------ | ------------------------------------------------------ | ------------------ | ------------------ |
| 深江北一丁目 | 1〜15番 17番1〜10号 17番11号（一部） 17番23〜28号      | 大阪市立宝栄小学校 | 大阪市立東陽中学校 |
| 深江北一丁目 | 16番 17番11号（一部） 17番12〜22号                     | 大阪市立深江小学校 | 大阪市立東陽中学校 |
| 深江北二丁目 | 15番11号（一部） 15番12〜24号 17番                     | 大阪市立深江小学校 | 大阪市立東陽中学校 |
| 深江北二丁目 | 1〜14番 15番1〜10号 15番11号（一部） 15番25〜28号 16番 | 大阪市立宝栄小学校 | 大阪市立東陽中学校 |
| 深江北三丁目 | 1〜22番                                                | 大阪市立宝栄小学校 | 大阪市立東陽中学校 |
| 深江北三丁目 | 23〜24番                                               | 大阪市立深江小学校 | 大阪市立東陽中学校 |

## 事業所
2016年（平成28年）現在の経済センサス調査による事業所数と従業員数は以下の通りである。
| 丁目         | 事業所数  | 従業員数 |
| ------------ | --------- | -------- |
| 深江北一丁目 | 107事業所 | 1,581人  |
| 深江北二丁目 | 120事業所 | 1,974人  |
| 深江北三丁目 | 137事業所 | 1,954人  |
| 計           | 364事業所 | 5,509人  |

## 交通

### 鉄道
- 大阪市高速電気軌道
  - 中央線 深江橋駅

### 道路
- 国道308号
- 大阪府道159号平野守口線

## 施設
- 大阪市立東陽中学校
- 大阪市消防局 東成消防署 深江出張所
- 東成深江橋郵便局
- 大阪厚生信用金庫 深江支店
- 大阪シティ信用金庫 深江橋支店
- MEGAドン・キホーテ 深江橋店
- イズミヤ 深江橋店

## その他

### 日本郵便
- 〒537-0001[3]（集配局：東成郵便局[13]）